# Maura West
Pour les articles homonymes, voir West.
Maura Jo West  est une actrice américaine, née le 27 avril 1972  à Springfield (Massachusetts).

## Biographie
Maura West est connue pour avoir joué le rôle de Carly Tenney Snyder  dans le soap opera As the World Turns. Depuis avril 2013, elle interprète le rôle d'Ava Jerome dans le feuilleton Hôpital central. 
Lors de l'arrêt d'As the World Turns en 2010, elle reprend le rôle de Diane Jenkins interprété précédemment par Susan Walters dans le feuilleton Les Feux de l'amour ; elle commence à jouer ce rôle quelques jours à peine après l'arrêt de As the World Turns. Elle quitte finalement le feuilleton très vite n'étant pas convaincante dans son rôle. Le personnage de Diane Jenkins est assassinée.

## Filmographie
- As the World Turns : Carly Tenney Snyder (1995 - 2010)
- Les Feux de l'amour (The Young and the Restless) (feuilleton télé) : Diane Jenkins (2010 - 2011)
- General Hospital (Hôpital Central/Alliances et Trahisons): Ava Jerome (2013- en cours).